# Un mondo d'amore (brano musicale)
Un mondo d'amore è un brano musicale del 1967 scritto dagli autori Franco Migliacci, S. Romitelli e Bruno Zambrini ed inciso da Gianni Morandi nel singolo a 45 giri Un mondo d'amore/Questa vita cambierà che arriva primo in classifica per quattro settimane.
Il testo è un tipico inno all'amore ed alla fratellanza che caratterizzava gli anni sessanta, si sviluppa come una serie di comandamenti da rispettare per la convivenza in società.
Singolo contenuto inizialmente nell'album Gianni quattro del 1967, fu poi ripreso ed incluso in altri dischi, tra cui Il mondo cambierà del 1972, Morandi in teatro del 1986, 30 volte Morandi del 1998, Gianni Morandi Live @ Rtsi - 7 luglio 1983" del 1999 con "Il coro degli Angeli", "Capitani coraggiosi - Il live" con Claudio Baglioni del 2016.
Nel 1973 il brano è stato cantato anche da Marta Lami, ed è stato inserito nella raccolta Piccola storia della Canzone Italiana (RAI - Radiotelevisione Italiana, 0205-0206).
Nel 1994 Thelma Houston incide la versione inglese del brano dal titolo A world of love, testo di Enrichetta Coli, inserita nell'album Thelma Houston (Fonit Cetra – CDL 378).
Il brano è stato cantato anche da Joan Baez, che lo ha presentato anche dal vivo nell'ottobre 2008 nel corso della trasmissione Che tempo che fa di Fabio Fazio.